# Wilhelm Pieck (Schiff, 1976)
Die Wilhelm Pieck (Kennung: S61) war das erste neu gebaute Motorschulschiff der Volksmarine, das von 1976 bis 1990 für die praktische Ausbildung von Schülern militärischer Lehranstalten, vornehmlich zur Ausbildung von Offiziersschülern, eingesetzt war. Benannt war es nach dem ehemaligen SED-Vorsitzenden und einzigen Präsidenten der DDR Wilhelm Pieck.

## Entwurf
Die Wilhelm Pieck war die Baunummer 3 der auf der Nord-Werft in Gdańsk gebauten Wodnik-Klasse (Projekt 888), einem Schulschiff auf der Basis der ebenfalls in Polen für die sowjetische Marine gebauten Vermessungsschiffe der Moma-Klasse (Projekt 861).
Der Rumpf war als Backdecker ausgelegt und durch zehn Schotte in elf wasserdichte Abteilungen unterteilt. In den Aufbauten befanden sich der Hauptbefehlsstand, technische Räume, die sogenannten Lehrkabinette, eine Bibliothek und weitere Ausbildungsräume. Die Offiziersschüler waren je in einem 26-, 21- und 16-Mann-Deck untergebracht. Die weiteren Einrichtungen des Schiffes erlaubten die „Unbegrenzte Fahrt“.
Von den polnischen Schwesterschiffen Wodnik und Gryf unterschied sich die Wilhelm Pieck durch einen zusätzlichen Mast auf der Back, das Fehlen der Schanzkleider am Vorschiff und anderer Brückenaufbauten. Zwei weitere Schiffe dieser Klasse, Luga und Oka, wurden für die sowjetische Marine gebaut.

## Ausbildungsfahrten
Die Indienststellung des neuen Motorschulschiffes ermöglichte der Volksmarine auch Ausbildungsfahrten in entfernte Gewässer. Die erste Reise führte am 25. Juli 1976 nach Leningrad und die erste „Große Fahrt“ (jeweils der Höhepunkt des 3. Studienjahres) fand 1978 statt. In der nachfolgenden Tabelle sind die bekannten Ausbildungsfahrten aufgeführt.
| Zeitraum                       | Häfen                                    |
| ------------------------------ | ---------------------------------------- |
| 4.–24. April 1977              | Gdynia – Tallinn – Riga                  |
| 10.–23. Juni 1977              | Leningrad – Gdynia                       |
| 29. Juni – 7. August 1978      | Murmansk                                 |
| 17. Mai – 3. Juli 1979         | Sewastopol – Constanța – Warna           |
| 10. Mai – 4. Juni 1980         | Murmansk                                 |
| 16. Juni – 5. August 1981      | Sewastopol – Split                       |
| 13. Juni – 18. Juli 1983       | Leningrad – Riga – Turku                 |
| 16. August – 8. September 1983 | Gdynia – Tallinn                         |
| 3. Mai – 30. Juni 1984         | Tripolis – Sewastopol – Piräus           |
| 4. Juni – 25. Juli 1987        | Latakia – Sewastopol – Warna – Constanța |
| 1988                           | Gdynia – Tallinn                         |
| 3. Juni – 15. Juli 1988        | Murmansk – Tallinn – Gdynia              |
| 1988                           | Gdynia – Leningrad                       |
| 23. Mai – 14. Juli 1989        | Algier – Sewastopol – Piräus – Split     |
| 1989                           | Leningrad – Gdynia – Riga                |
| 11.–26. Juni 1990              | Plymouth – Gdynia – Riga                 |

Auf den Mittelmeer-Reisen wurde die Wilhelm Pieck 1979 und 1981 vom Bergungsschiff Otto von Guericke, 1984 vom Werkstattschiff Kühlung und 1989 vom Hochseeversorger Darss begleitet. Während der letzten Fahrt machte das Schiff auf dem Weg nach Riga in Warnemünde zum Geldwechsel fest (D-Mark-Einführung).

## Verbleib
Die Wilhelm Pieck wurde nicht von der Bundesmarine übernommen und in Kröslin aufgelegt. Am 8. Mai 1991 wurde sie zum Marinestützpunkt Olpenitz geschleppt und 1993 nach Flensburg. Zuletzt lag das Schiff im Kieler Tirpitzhafen. In der Marineschule Mürwik liegt noch ein Anker mit polnischer Signierung.
Die Pläne eines dänischen Geschäftsmanns, das ehemalige Schulschiff als Herberge für vietnamesische Straßenkinder einzusetzen, scheiterten an der erheblichen Asbestbelastung. So wurde das Schiff letztendlich über die VEBEG verkauft und zum Abwracken nach Santander geschleppt.

## Sonstiges
Mit Bezug auf die Rumpfnummer S61 wurde die Wilhelm Pieck im Marinejargon auch Sidol 61 genannt. Sidol war ein „beliebtes“ Reinigungsmittel in der DDR und an Bord ausreichend vorhanden, um die Offiziersschüler zu beschäftigen.